# Piercia albifilata
Piercia albifilata là một loài bướm đêm trong họ Geometridae.